# A20 (Zwitserland)
De Zwitserse A20 is een autosnelweg in de kantons Neuchâtel en Bern. De weg is in totaal 23,7 km lang en gaat van La Chaux-de-Fonds naar Ins.

## Algemeen
In een tweede deel verbindt de A20 de beneden- en bovenregio's binnen het kanton Neuchâtel. Daar wordt hij aangelegd als autosnelweg (Allée des Défricheurs) van Neuchâtel door de Val de Ruz naar Les Hauts-Geneveys, en vervolgens als autosnelweg met twee tunnels door de Vue des Alpes naar La Chaux-de-Fonds> Een ander deel van de autosnelweg bevindt zich bij Le Crêt-du-Locle, tussen La Chaux-de-Fonds en Le Locle .
Deze gedeelten maken sinds 2020 deel uit van de Hauptstrasse 20; voorheen waren de wegen kantonnaal. Het Berner gedeelte kreeg de naam T10, het Neuchâtel gedeelte J20. De aansluiting op de A1 ligt in het kanton Fribourg.
Tijdens de aanleg van de N1 Bern-Yverdon-snelweg in de jaren 80 werd de verbinding tussen Bern en Neuchâtel gepland als knooppunt nabij Kerzers en aangelegd als eenrichtingssnelweg in de vorm van een Kerzers-bypass tot aan Hauptstrasse 10. Het verkeer tussen Bern en Neuchâtel werd via Hauptstrasse 10 door Müntschemier, Ins en Gampelen geleid als een doorgaande dorpsroute. De volgende stap, met als doel de opening voor Expo 2001, was de aanleg van de verbinding van Zihlbrücke naar Ins, die vervolgens werd geopend voor Expo 2002, die een jaar was uitgesteld. Hierdoor ontstond het probleem dat slechts een van de drie doorgaande dorpsroutes verloren ging. De route is inmiddels gewijzigd: de verbinding tussen Ins en Galmiz/Murten, die oorspronkelijk niet als hoofdweg was aangemerkt, werd bij Hauptstrasse 182 opgenomen in het hoofdwegennet – Hauptstrasse 182 verbond oorspronkelijk alleen Fribourg met Murten. Hoewel bijna alle dorpsovergangen nu kunnen worden vermeden – alleen Sugiez wordt perifeer getroffen – is de route bij de afrit Murten, over een onbewaakte overwegen op de Broye-lijn, waar in 1969 vijf mensen om het leven kwamen, en over verschillende drukke rotondes, allesbehalve optimaal. Om gevaarlijke situaties te voorkomen, werden aan het begin van de opening van de toenmalige T10 tussen Gampelen en Ins, vóór de aanleg van de Champ Raclé-rotonde, links afslaan verboden, zodat op het normale wegennet de route van Ins naar Galmiz via de Löwenberg-rotonde en terug werd geleid. Een heractivering van de oorspronkelijke route (via de aansluiting met de Kerzers-snelweg) zou echter een bypass ten zuiden van Ins en Müntschemier vereisen, wat op dit moment geen probleem is vanwege de noodzakelijke landafscheidingen.
Per 1 januari 2020 heeft de federale overheid de voormalige T10 van het kanton Bern en de J20 van het kanton Neuchâtel overgenomen, wat heeft geleid tot de invoering van de vignetplicht op deze trajecten – net als op de andere door de federale overheid overgenomen snelwegen.

### Kruisverbinding tussen de A20 en de A16
In 2000 diende SVP-Nationaal-raadslid Walter Schmied een motie in om het gedeelte tussen de A16 in de Vallon de St-Imier, van knooppunt Sonceboz tot de snelwegtunnel van de toenmalige J20 (nu A20) bij het Fenêtre des Convers te verbeteren naar een nationale weg van tweede of derde klasse. Er werd ook een korte verbinding voorgesteld van de Fenêtre des Convers-tunnel naar La Cibourg , die de betrokken kantons Bern, Neuchâtel en Jura zouden steunen (dit zou een soort oostelijke rondweg van La Chaux-de-Fonds zijn tussen de Franches-Montagnes en de Val-de-Ruz (respectievelijk Neuchâtel)). De Bondsraad verwees de motie echter slechts in de vorm van een postulaat (wat geen bindend mandaat inhoudt, maar slechts een serieuze overweging van de kwestie).